# La sociologia (Ferrarotti)
La sociologia è un saggio scritto dal sociologo Franco Ferrarotti, pubblicato durante l'anno 1967, nel quale l'autore
presenta il pensiero dei più importanti esponenti delle scienze sociali, sviluppato nel corso degli ultimi cento anni, da Karl Marx ad Auguste Comte, da Saint-Simon a Proudhon, da Durkheim a Max Weber, da Luigi Sturzo a Gaetano Mosca.
Ferrarotti spiega al lettore che cosa sia la sociologia, in base alle definizioni date dagli studiosi, prima di presentare un excursus sulla evoluzione del concetto di scienza e delle metodologie.
L'autore approfondisce i differenti orientamenti della sociologia a seconda dei vari contesti culturali, storici, scientifici e tradizionali; inoltre descrive quale sia l'oggetto della sociologia, i rapporti, le differenze e le collaborazioni con le altre discipline scientifiche.
Il capitolo seguente è dedicato alla figura di Comte, al suo pensiero, ai suoi criteri metodologici, alle sue importanti innovazioni e contributi che hanno permesso di inserire la sociologia nell'ambito delle discipline scientifiche. Ferrarotti, sorretto da una serie di citazioni di Comte e di altri scienziati, delinea una catalogazione delle varie scienze, descrivendone le affinità e le differenziazioni.
Ferrarotti si sofferma sugli scienziati sistematici dell'Ottocento, sulla loro ricerca atta a definire l'oggetto della sociologia, e i fatti sociali. In questo capitolo l'autore prende, a piene mani, spunti dal modello di pensiero di Durkheim.
Nei capitoli successivi, viene affrontata la corrente sociologica statunitense, con le sue prese di posizione critiche nei confronti delle correnti europei. Al centro dell'attenzione di Ferrarotti, vi è Talcott Parsons e il suo modello del sistema sociale.
Un'altra tematica pregnante è quella che tocca il rapporto fra il ricercatore, il suo oggetto e il metodo di ricerca; Ferrarotti presenta vari esempi di indagine nei quali viene evidenziata, talvolta la neutralità del sociologo, altre volte una certa complicità di fondo fra l'osservatore e l'osservato.
Dopo aver chiarito quali siano i fattori considerati dall'analisi sociologica, da quelli strutturali a quelli psicologici, Ferrarotti introduce il lettore nella descrizione dettagliata delle varie fasi della ricerca, dall'orientamento al problema chiave, dalle ipotesi di lavoro alle operazioni di verifica e ad una interpretazione complessiva. Una breve descrizione del metodo storico-comparativo, precede l'importante tematica dell'osservazione, della ricerca di sfondo e i problemi che complicano le indagini su civiltà primitive e su culture diverse.
Nell'ultima parte del libro viene focalizzata l'attenzione sui tipi di inchieste, basate su approccio simpatetico o partecipante; inoltre viene spiegata l'importanza che assume l'intervista, con le sue varie tipologie, da quella non strutturata a quella non direttiva, da quella guidata a quella con questionario; infine chiude questo capitolo la definizione di "campione", da quello casuale a quello stratificato.
Nell'ultimo capitolo, Ferrarotti si interessa della funzione sociale della sociologia, della sua valenza critica, del suo utilizzo come strumento di demistificazione, dei fini dell'azione sociale, del suo rapporto con il marxismo, con la politica e con la libertà.

## Edizioni
- Franco Ferrarotti, La sociologia, ERI, 1967,  pp.477 , cap.10.